# Anomala coxalis
Anomala coxalis är en skalbaggsart som beskrevs av Bates 1891. Anomala coxalis ingår i släktet Anomala och familjen Rutelidae. Inga underarter finns listade i Catalogue of Life.